# Vlag van Trenčín

Vlag van Trenčín (ratio 2:3)

De vlag van Trenčín, een regio van Slowakije, bestaat uit vier horizontale banen in de kleurencombinatie blauw-wit-rood-blauw, waarbij de blauwe banen elk half zo groot zijn als de witte en de rode baan. De kleuren zijn afgeleid van de kleuren die in het wapen van Trenčín gebruikt worden.
De vlag werd op 23 oktober 2002 aangenomen.